# D'yer Mak'er
"D'yer Mak'er" é uma canção do grupo britânico de rock Led Zeppelin. Fez parte do álbum Houses of the Holy, de 1973. A pronúncia, em inglês britânico, soa intencionalmente como "jah-may-kah" (fazendo referência ao país caribenho). Tem 4:22 (quatro minutos e vinte e dois segundos) de duração.

## História
A ideia dessa canção era imitar a batida reggae que emergia da Jamaica no início dos anos 70. Ela surgiu a partir de ensaios na Stargroves em 1972 quando o baterista John Bonham começou a fazer uma batida semelhante ao doo-wop de 1950 e a distorceu numa batida subtilmente fora do tempo, sobre a qual a influência do reggae surgiu. O som singular da bateria foi criado posicionando-se três microfones a uma boa distância da bateria de Bonham.
"D'yer Mak'er" é uma das poucas canções do Led Zeppelin em que todos os quatro membros dividem os créditos pela composição. A capa do álbum também apresenta créditos a Rosie and the Originals, uma referência à influência doop-wop que é evidente na construção da música, que também tem a mesma progressão de acordes da canção do Rosie and the Originals "Angel Baby".
Essa faixa, assim como a faixa "The Crunge", não foi levada a sério inicialmente, e muitos críticos reservaram seus ataques mais pesados a ela. O baixista dos Led Zeppelin, John Paul Jones também expressou seu desgosto pela música. No entanto, "D'yer Mak'er" ganhou o respeito da crítica nos anos posteriores, e cresceu ao ponto de ser considerada um clássico da banda. Durante o lançamento do álbum, Robert Plant estava entusiasmado para lançar a faixa como single no  Reino Unido. A Atlantic Records chegou ao ponto de distribuir cópias promocionais a DJs (que atualmente são valiosos itens de coleccionador). Enquanto foi lançada nos Estados Unidos, tendo alcançado a posição 20 em dezembro de 1973, ela nunca foi lançada no Reino Unido.
O nome da canção é derivado de um trocadilho das palavras "Jamaica" e "Did you make her" ("Tu forçaste-a", em tradução livre), baseado em uma antiga piada ("My wife's on vacation in the West Indies." "Jamaica?" "No, she went of her own accord.")
A 21 de Julho de 2005, o vocalista dos Led Zeppelin, Robert Plant, comentou sobre a canção durante uma entrevista com Mike Hallorah, DJ da rádio FM94.9 de San Diego. Durante a entrevista, ele falou sobre as diferentes interpretações e pronúncias do nome da canção . O título, que não aparece na letra, foi escolhido por refletir a levada reggae da canção. Plant mencionou que acha engraçado quando os fãs americanos ignoram completamente os apóstrofes e pronunciam como "Dire Maker".
A canção nunca foi executada ao vivo completamente nos concertos de Led Zeppelin, embora referências a ela tenham sido feitas durante "Whole Lotta Love" na tour dos Estados Unidos de 1975 e nos concertos em Earls Court no mesmo ano.
Sheryl Crow gravou a canção para o álbum de tributo ao Led Zeppelin de 1995, Encomium. O trio pop No Mercy gravou uma versão da música para o seu álbum My Promise.
Bob Rivers fez uma paródia natalicia da canção denominada "Sled Zeppelin". Ainda, uma versão cover de "When I'm dead and gone" pela banda de rock alemã Fury in the Slaughterhouse inicia-se com o mesmo solo de bateria que Bonham toca em "D'yer Mak'er".
Sean Kingston copiou muitos elementos da canção para seu single de 2007 "Me Love".